# Liste der Biografien/Toc
Liste der Biografien |
Portal Biografien |
Personensuche
# |
A |
B |
C |
D |
E |
F |
G |
H |
I |
J |
K |
L |
M |
N |
O |
P |
Q |
R |
S |
T |
U |
V |
W |
X |
Y |
Z |
?
 
Ta |
Tc |
Te |
Tf |
Tg |
Th |
Ti |
Tj |
Tk |
Tl |
Tm |
To |
Tq |
Tr |
Ts |
Tu |
Tv |
Tw |
Tx |
Ty |
Tz
 
Toa |
Tob |
Toc |
Tod |
Toe |
Tof |
Tog |
Toh |
Toi |
Toj |
Tok |
Tol |
Tom |
Ton |
Too |
Top |
Toq |
Tor |
Tos |
Tot |
Tou |
Tov |
Tow |
Tox |
Toy |
Toz
Die Liste der Biografien führt alle Personen auf, die in der deutschsprachigen Wikipedia einen Artikel haben. Dieses ist eine Teilliste mit 64 Einträgen von Personen, deren Namen mit den Buchstaben „Toc“ beginnt.

### Toca
- Tocadisco (* 1974), deutscher DJ und Musiker
- Tocanne, Bruno (* 1955), französischer Jazz- und Fusionmusiker (Schlagzeug)

### Tocc
- Toccacelo, Enrico (* 1978), italienischer Autorennfahrer
- Toccalino, Sofía (* 1997), argentinische Hockeyspielerin
- Tocchet, Rick (* 1964), kanadischer Eishockeyspieler und -trainerRick Tocchet (* 1964)

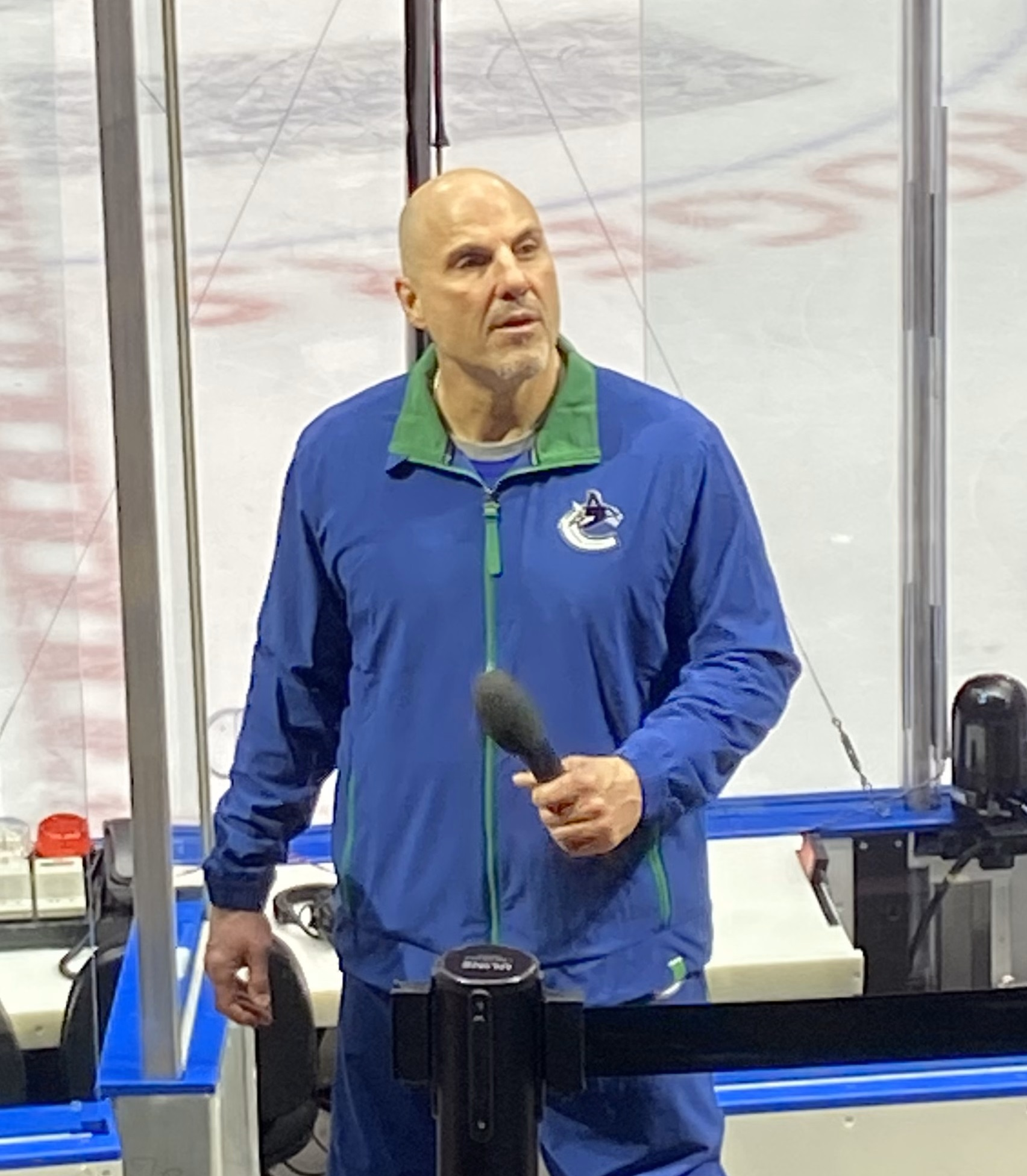
Rick Tocchet (* 1964)

- Tocchini, Ilaria (* 1967), italienische Schwimmerin
- Tocci, Giacomo (* 1877), italienischer siamesischer Zwilling
- Tocci, Giovanni Battista (* 1877), italienischer siamesischer Zwilling
- Tocci, Nathalie (* 1977), italienische Politikwissenschaftlerin
- Tocco, Albert (1929–2005), US-amerikanischer Mobster des Chicago Outfit
- Tocco, Carlo I. († 1429), Pfalzgraf von Kefalonia und Zakynthos, Herzog von Leukadia, Despot/Fürst von Epirus
- Tocco, Jack († 2014), italienisch-amerikanischer Mobster
- Tocco, William (1897–1972), italienisch-amerikanischer Mobster

### Toce
- Točeková, Vladimíra (* 1984), slowakische Sommerbiathletin

### Toch
- Toch, Barbara (* 1950), deutsche Malerin und Grafikerin
- Toch, Daniele (* 1987), deutscher Fußballspieler
- Toch, Ernst (1887–1964), deutsch-österreichischer Komponist im Übergang vom Stil der Spätromantik zur Moderne
- Toch, Hans (1930–2021), US-amerikanischer Sozialpsychologe und Kriminologe österreichischer Herkunft
- Toch, Josef (1908–1983), österreichischer Schriftsteller
- Toch, Michael (* 1946), israelischer Historiker für mittelalterliche Geschichte
- Tocha, Paulo (* 1955), amerikanischer Kampfsportler, Schauspieler und Kampfchoreograf
- Toche, Candy (* 1998), peruanische Hochspringerin
- Toché, Charles (1851–1916), französischer Maler und Illustrator
- Toche, Jean (1932–2018), belgisch-amerikanischer Künstler und Dichter
- Tocher, Keith Douglas (1921–1981), Informatiker und Hochschullehrer
- Tochi, Brian (* 1959), US-amerikanischer Schauspieler, Produzent und RegisseurBrian Tochi (* 1959)

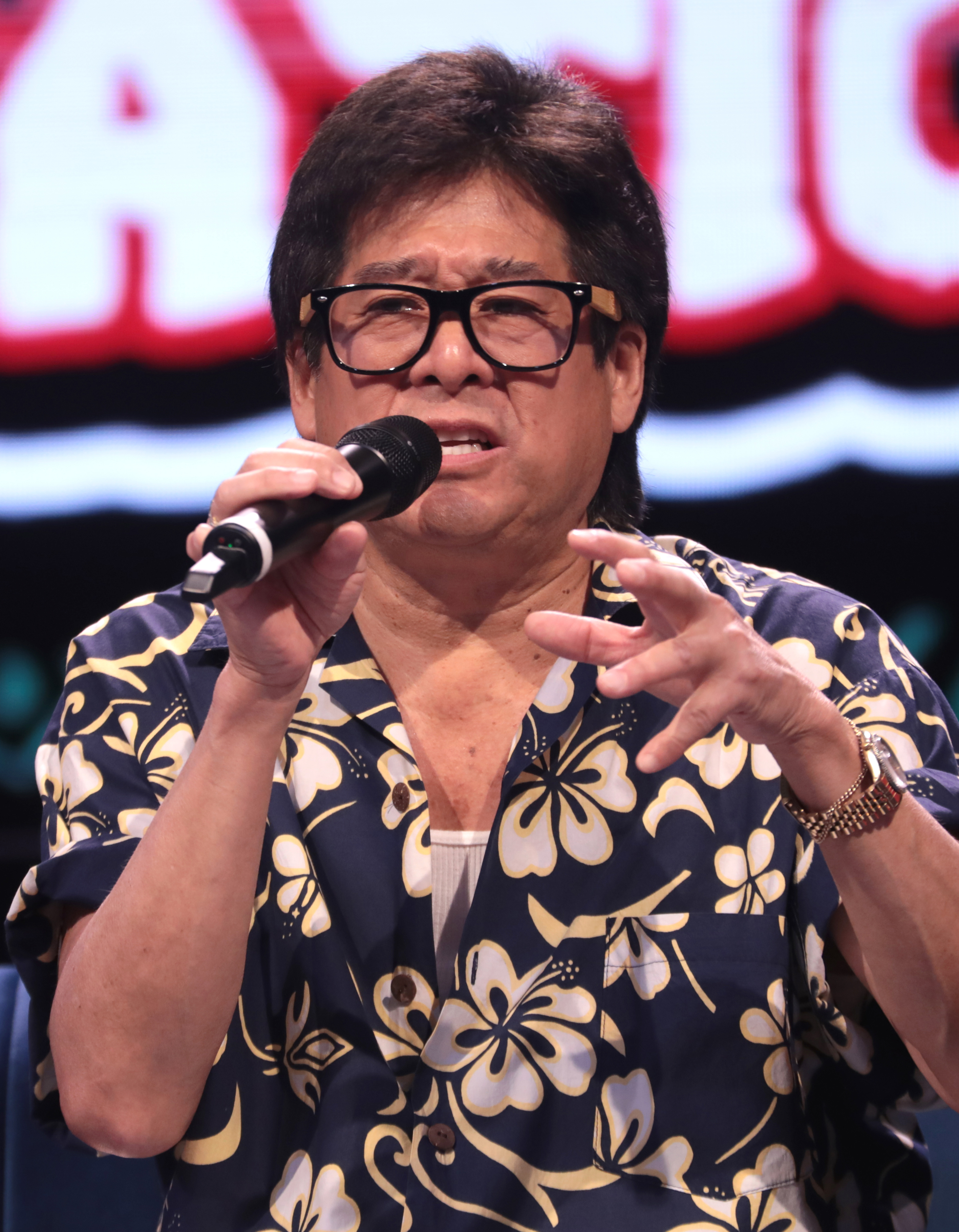
Brian Tochi (* 1959)

- Tochiazuma, Daisuke (* 1976), japanischer Sumōringer
- Tochigiyama, Moriya (1892–1959), japanischer Sumōringer und der 27. Yokozuna
- Tochihuitzin Coyolchiuhqui, aztekischer Dichter und Philosoph
- Tochimoto, Shōhei (* 1989), japanischer Skispringer
- Tochinai, Sojirō (1866–1932), japanischer Admiral
- Tochinoshin, Tsuyoshi (* 1987), georgischer Sumōringer in der japanischen Makuuchi-Division
- Tochinoumi Teruyoshi (1938–2021), japanischer Sumōringer und 49. Yokozuna
- Tochio, Kenji (* 1941), japanischer Fußballspieler
- Tochiōzan, Yūichirō (* 1987), japanischer Sumōringer
- Tochman, Wojciech (* 1969), polnischer Reporter
- Tochomerius, Fürst der Walachei
- Tochtenhagen, Jörg (* 1966), deutscher Programmierer, Autor und Medienunternehmer
- Töchterle, Karlheinz (* 1949), österreichischer Altphilologe und Politiker, Abgeordneter zum NationalratKarlheinz Töchterle (* 1949)

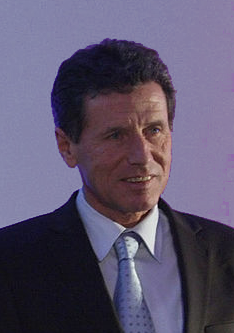
Karlheinz Töchterle (* 1949)

- Tochtermann, Adolf (* 1937), deutscher Fußballspieler
- Tochtermann, Albertine (* 1823), deutsche Opernsängerin
- Tochtermann, Alexander (* 1984), deutscher Architekt und Hochschullehrer
- Tochtermann, Anuschka (* 1994), deutsche Schauspielerin
- Tochtermann, Erwin (1930–2023), deutscher Journalist und Publizist
- Tochtermann, Georg (1920–2013), deutscher Jurist und Politiker (SPD)
- Tochtermann, Heinz (* 1956), deutscher Fußballspieler und -trainer
- Tochtermann, Klaus (1927–2017), deutscher Ruderer
- Tochtermann, Klaus (* 1964), deutscher Informatiker
- Tochtermann, Peter (* 1975), deutscher Jurist, Richter am Einheitlichen Patentgericht
- Tochtermann, Werner (1934–2021), deutscher Chemiker und Hochschullehrer
- Tochtermann, Wilhelm (1912–1974), deutscher Arzt, Psychotherapeut und Lyriker

### Toci
- Tocilescu, Grigore (1850–1909), rumänischer Althistoriker, Provinzialrömischer Archäologe, Epigraphiker, Folkloristiker und Hochschullehrer
- Tocip, Achille (1766–1806), französischer General der Infanterie

### Tock
- Tock, Benoît-Michel (* 1963), belgischer Historiker
- Tockan, Susanne (* 1982), deutsche Moderatorin
- Tocke, Heinrich († 1454), deutscher Theologe
- Tockler, Konrad († 1530), Arzt, Mathematiker, Astronom und Schriftsteller
- Tockner, Klement (* 1962), österreichischer Biologe, Gewässerökologe und Hochschullehrer

### Tocl
- Tocl, Karel († 1987), tschechoslowakischer Radrennfahrer

### Toco
- Tocotes, Roger († 1492), englischer Ritter

### Tocq
- Tocqué, Louis (1696–1772), französischer Maler und Portraitist
- Tocqueville, Alexis de (1805–1859), französischer Publizist und PolitikerAlexis de Tocqueville (1805–1859)

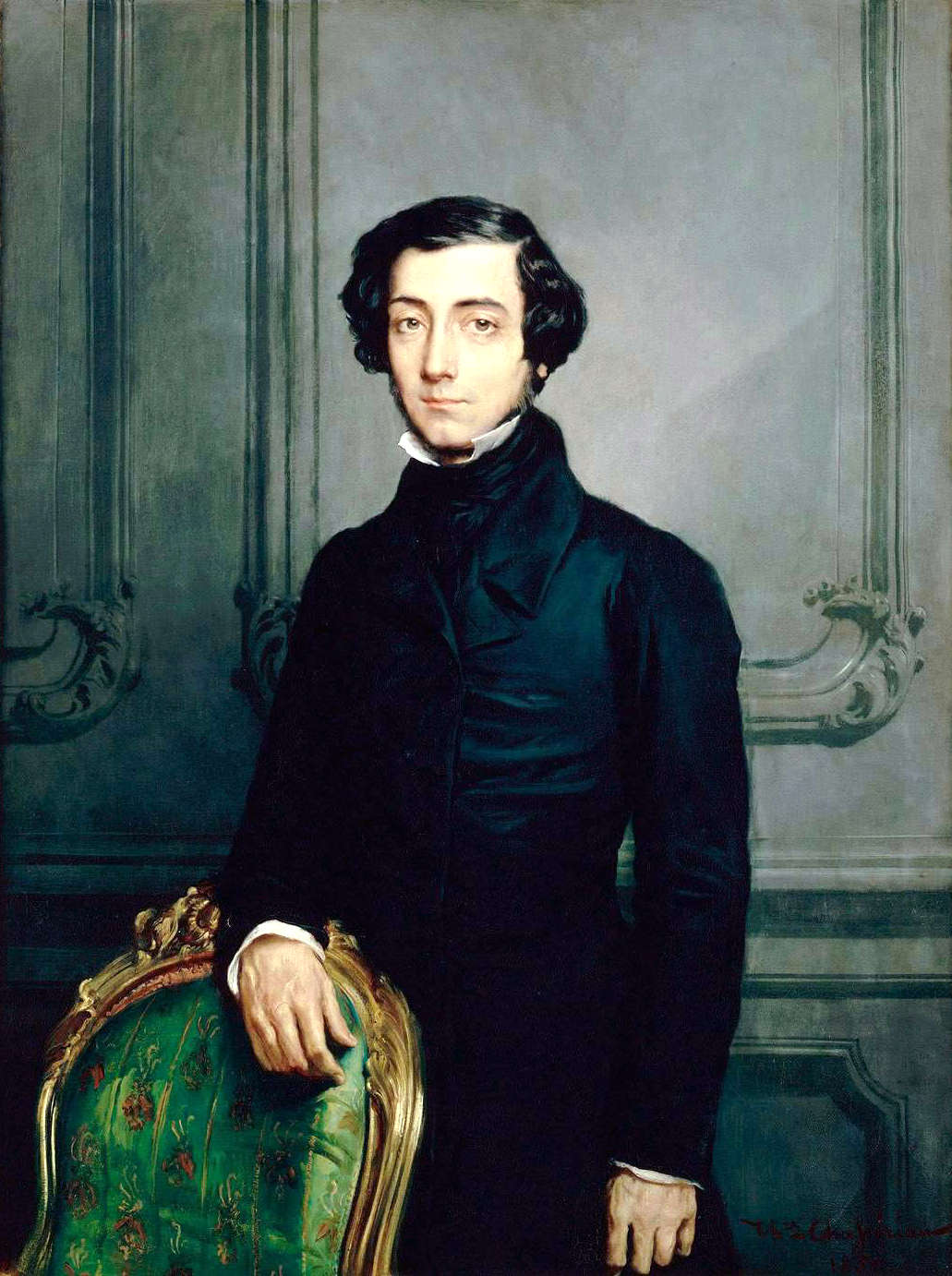
Alexis de Tocqueville (1805–1859)

### Tocs
- Točs, Edgars (* 1988), lettischer Beachvolleyballspieler

### Tocz
- Toczyska, Stefania (* 1943), polnische Opernsängerin (Mezzosopran)